# Р-340РП «Поле-21»
Р-340РП «Поле-21» — російська станція РЕБ що призначена для придушення каналів супутникової навігації.
Станції Р-340РП з антенами передбачено встановлювати на існуючих або на спеціально збудованих вежах або щоглах потрібної висоти. Також можливо розміщення засобів комплекса на автомобільній базі.
Постачається до армії РФ з 2016 року.

## Характеристики[1][2]
| Назва                                                                  | Значення                              |
| ---------------------------------------------------------------------- | ------------------------------------- |
| Антенний модуль встановлення перешкод здатен пригнічувати радіосигнали | > 25 км                               |
| Енергетичний потенціал                                                 | 300-1000 Вт.                          |
| Забезпечується робота в секторі шириною                                | 125° по азимуту та 25° за кутом місця |
| Пост споживає потужність                                               | до 600 Вт                             |

## Модифікації
- «Поле-21М»
- «Поле-21Э» — експортна версія.

## Бойове застосування

### Російсько-українська війна
Станом на листопад 2022 року в окупованому Росією Криму все частіше стали помічати комплекси Р-340РП.
20 серпня 2023 року стало відомо що українськими ЗС була уражена станція Р-340РП «Поле-21».
22.квітня 2024 року ЗСУ на півдні України знищили дві станції Р-340РП «Поле-21»

### Вірмено-азербайджанський прикордонний конфлікт
19 жовтня 2023 року стало відомо що Азербайджан затрофеїв станцію комплексу «Поле-21», за станом техніка має певні пошкодження, але наскільки суттєві невідомо.

## Оператори
- Росія
- Вірменія